# Cratere Mandel'shtam
Mandel'stham è un cratere lunare intitolato al fisico russo Leoniv Isaakovich Mandel'stham. È quasi fuso con il bordo esterno nordorientale del cratere Papaleksi. A sud si trova il cratere Vening Meinesz.
Il bordo esterno del cratere è stato praticamente distrutto, con delle sezioni che formano soltanto una circonferenza irregolare appena sporgente dalla superficie. La maggior parte dell'orlo è costituito da crepacci, piccoli crateri e creste. Il cratere correlato 'Mandel'shtam R' attraversa il bordo ad ovest-sudovest, e 'Mandel'shtam Y' è invece confinante con la regione settentrionale.
Il fondale interno del cratere non è sfuggito agli impatti meteorici, e la regione centrale è occupata dal cratere 'Mandel'shtam A', di dimensioni piuttosto considerevoli. 'Mandel'shtam N' si trova lungo le pareti interne a sud-sudovest. Il fondale nordoccidentale e in parte quello sudorientale sono relativamente piatti, e sono meno danneggiati delle altre zone.
Un piccolo cratere ad est ha una raggiera con diversi raggi che ricoprono parte del fondale di Mandel'shtam.

## Crateri correlati
Alcuni crateri minori situati in prossimità di Mandel'shtam sono convenzionalmente identificati, sulle mappe lunari, attraverso una lettera associata al nome.
| Mandel'shtam | Latitudine | Longitudine | Diametro |
| ------------ | ---------- | ----------- | -------- |
| A            | 5.7° N     | 162.4° E    | 64 km    |
| F            | 5.2° N     | 166.2° E    | 17 km    |
| G            | 4.5° N     | 166.4° E    | 29 km    |
| N            | 3.3° N     | 161.6° E    | 25 km    |
| Q            | 2.4° N     | 158.8° E    | 20 km    |
| R            | 4.5° N     | 159.8° E    | 57 km    |
| T            | 5.7° N     | 160.4° E    | 37 km    |
| Y            | 9.1° N     | 161.8° E    | 32 km    |